# Tiffany Fallon
Tiffany Fallon (Fort Lauderdale, 1º maggio 1974) è una modella statunitense.
È stata playmate dell'anno di Playboy nel 2005 e del mese nel dicembre 2004. È stata anche Miss Georgia 2001 e terza classificata a Miss USA. Tiffany è stata Playmate a 30 anni. Di origini native e irlandesi, è sposata con il cantante country Joe Don Rooney. È alta 168 cm, pesa 52 kg e le sue misure sono 91-58-93.La sua carriera televisiva vanta dal 2005 la presenza fissa all'evento annuale The Girls Next Door dove sfoggia nelle sue doti di Playmate. Nel 2008 ha tentato la carriera come imprenditrice ma viene eliminata nella finale nel programma The Apprentice. Nel natale 2011 ha condotto l'eventoCMA Country Christmas. Nel cinema vanta la partecipazione di un cameo nel film Ragazze da sballo interpretando una sexy casalinga e nel 2013 ci riprova con un film tv di cui è protagonista Freeze Love uscito a Capodanno in America.

## Musicografia
nel videoclip Toby Keith's "Who's Your Daddy?